# Tuscaloosa
Tuscaloosa è una città dell'Alabama centro-occidentale, nel sud degli Stati Uniti. Situata sul fiume Black Warrior, è la quinta città più grande dell'Alabama, con una popolazione di circa 83 000 abitanti.

## Etimologia
Tuscaloosa prende il nome dal capo indiano Tuskalusa (che nella lingua choctaw vuol dire "guerriero nero"), che si batté e fu sconfitto da Hernando de Soto nel 1540.

## Storia
Conosciuta come la città che ospita l'Università dell'Alabama, Tuscaloosa è anche il centro industriale, commerciale, sanitario ed educativo della regione dell'Alabama occidentale. Tuscaloosa attirò l'attenzione internazionale quando la Mercedes-Benz annunciò di volervi costruire la sua prima fabbrica di automobili del Nord America. Il 27 aprile 2011 la città è stata colpita da un violento tornado EF4, che ha provocato 65 morti (di cui 45 in città), oltre 1000 feriti e la distruzione di interi centri abitati con danni di circa 2,4 miliardi di dollari lungo un percorso di 132 km tra le contee di Greene, Tuscaloosa e Jefferson. In precedenza la città era stata già gravemente colpita da un altro violento tornado F4 il 16 dicembre 2000 che aveva causato 11 vittime.

## Nei media
La città viene nominata nell'episodio 18 della prima stagione di Scrubs - Medici ai primi ferri; il titolo dell'episodio è, infatti, Il mio cuore di Tuscaloosa e fa riferimento ad un brano di una canzone scritto in gioventù dal dottor Robert Kelso. 
Inoltre, la città viene citata nell'episodio 13 della stagione 26 de I Simpson.
" Flaggin the Train to Tuscaloosa" è la canzone che John Forsyte canta nel movie "The Trouble with Harry" di Alfred Hitchcok.
A Tuscaloosa nacque la famosa cantante jazz Dinah Washington(1924 - 1963)